# Joseph Villevieille
Pour les articles homonymes, voir Villevieille (homonymie).
Joseph François Villevieille dit Joseph Villevieille (Aix-en-Provence, 6 août 1829–Aix-en-Provence, 11 février 1916) est un peintre français. Ami de nombreux peintres aixois, dont Paul Cézanne, il est connu pour la qualité de son dessin et devient peintre officiel de la ville d'Aix, même s'il est méprisé par de nombreux critiques d'art contemporains. Il a réalisé de nombreux tableaux aujourd'hui exposés dans la salle des États de Provence, dans l'hôtel-de-ville.

## Biographie

### Formation
Élève de Louis Mathurin Clérian dans sa jeunesse, il fréquente l'atelier de François Marius Granet, le peintre le plus renommé d'Aix de son temps. À la mort du maître, en 1849, il part pour Paris où il est admis à l'école des beaux-arts le 10 novembre 1851. Ses professeurs portent alors le nom de Jean-Auguste-Dominique Ingres, Horace Vernet, ou encore James Pradier.

### Professeur à son tour

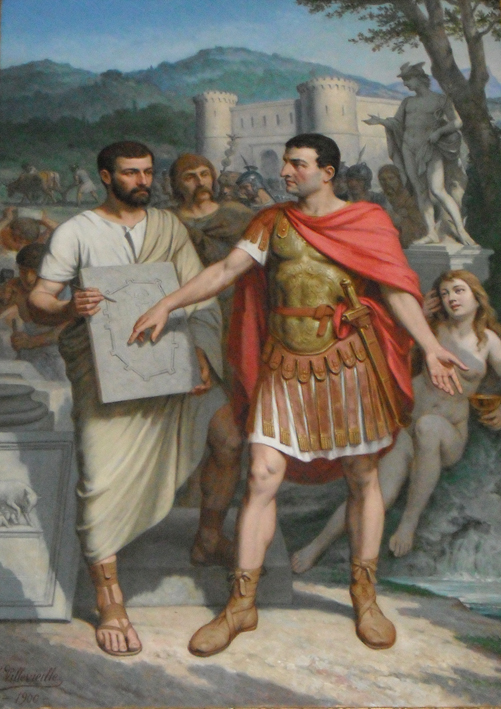
Fondation d'Aix par Sextius Calvinus (Joseph Villevieille, 1900).

Il devient par la suite professeur à l'école de dessin d'Aix et est estimé par les nombreux peintres et écrivains aixois qui passent dans son atelier. Paul Cézanne est du nombre de ses amis. Il écrit un jour à Émile Zola : « Tu connais ces deux baigneuses qui sont dues à son ciseau (Jean Goujon) et que je dessinais maladroitement, un jour chez Villevieille. » L'amitié qui unit Villevieille à Cézanne se retrouve lors de son séjour à Paris dans les années 1860. Cézanne est hébergé chez Villevieille lors de l'année 1861. Lorsque sa mère est sur le point de mourir, en 1898, Cézanne demande à Villevieille de réaliser un dernier portrait de la mourante, preuve de l'estime qu'il lui porte.
Joseph François Villevieille repose au cimetière Saint-Pierre d'Aix-en-Provence.

### Œuvre
Le 22 août 1792, la salle du Conseil, à l'hôtel de ville d'Aix, est saccagée par « une horde de brigands étrangers à la ville d'Aix et même à celle de Marseille d'où ils étaient venus. » Quantité de tableaux inestimables sont arrachés de leur cadre et brûlés sur la place de l'Hôtel-de-Ville. C'est pour cette raison que l'on demande à Joseph Villevieille, un peu plus d'un siècle plus tard, de réaliser des copies de ces œuvres pour leur permettre de rejoindre la salle des États de Provence et ainsi retrouver une certaine vie. Parmi ces tableaux qu'il réalise, on trouve des portraits de Jean-Baptiste van Loo, Scholastique Pitton ou encore François Marius Granet. La plus intéressante de ces œuvres est sans doute la Fondation d'Aix par Sextius Calvinus, réalisée en 1900.

### Vie privée
Il épouse Marie Caroline Laguerre le 18 octobre 1856 à Paris